# Plata daurada

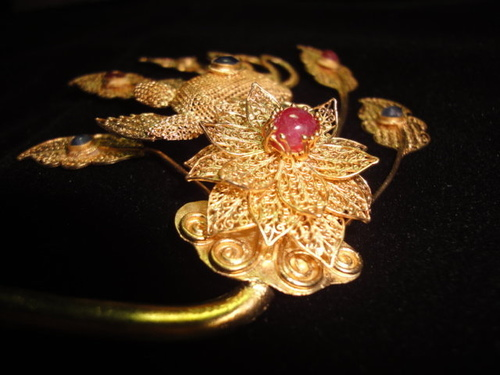
Forqueta de plata daurada de la dinastia Ming.

La plata daurada, a vegades coneguda amb el terme francès vermeil, és plata (pura o esterlina) que ha estat daurada. La majoria dels objectes grans fets en orfebreria que semblen ser d'or són en realitat fets de plata daurada; per exemple, la majoria dels trofeus esportius (incloses les medalles com les medalles d'or atorgades en tots els Jocs Olímpics després del 1912) i moltes joies de la corona són objectes de plata daurada.
A més del fet que les matèries primeres són molt menys costoses d'adquirir que l'or massís de qualsevol quirat, els objectes grans de plata daurada també són notablement més lleugers si s'aixequen, així com més duradors (l'or és molt més pesat fins i tot que el plom i es ratlla i doblega fàcilment). Per als objectes que tenen detalls intricats com a custòdies, el daurat redueix en gran manera la necessitat de neteja i poliment i, per tant, redueix el risc de danys. La plata no daurada sofriria oxidació i necessitaria un poliment freqüent; l'or no s'oxida gens. Els fils d'«or» utilitzats en l'orfebreria brodada solen ser també fets de plata daurada.